# Two Hearts Beat as One
"Two Hearts Beat as One" é uma canção da banda de rock irlandesa U2. É a sétima faixa e segundo single do álbum War, sendo lançado em 11 de março de 1983, nos Estados Unidos, Reino Unido e na Austrália.

## Faixas
| N.º | Título                   | Duração |  |
| 1.  | "Two Hearts Beat as One" | 3:52    |  |
| 2.  | "Endless Deep"           | 2:58    |  |
| 3.  | "New Year's Day" (Remix) | 5:40    |  |

## Recepção
A revista estadunidense Cash Box elogiou a intensidade produzida pelo "baixo pulsante, pela bateria rápida e pela voz de Bono".

## Paradas e posições
| Parada (1983)                                         | Melhor posição |
| ----------------------------------------------------- | -------------- |
| Austrália (Kent Music Report)                         | 53             |
| Irlanda (IRMA)                                        | 2              |
| Nova Zelândia (Recorded Music NZ)                     | 16             |
| Reino Unido (UK Singles Chart)                        | 18             |
| Estados Unidos (Billboard Bubbling Under the Hot 100) | 101            |
| Estados Unidos (Billboard Top Tracks)                 | 12             |